# Entre-Vignes
Entre-Vignes é uma comuna francesa na região administrativa da Occitânia, no departamento de Hérault. Estende-se por uma área de 16.80 km², e possui 2.128 habitantes, segundo o censo de 2018, com uma densidade de 130 hab/km².
Foi criada, em 1 de janeiro de 2019, a partir da fusão das antigas comunas de Saint-Christol e Vérargues.